# Parc naturel du Hoher Fläming
Le parc naturel du Hoher Fläming est la troisième plus grande réserve naturelle du Land de Brandebourg, avec une surface de 827 km2. Le Hoher Fläming a été déclaré parc naturel par un communiqué officiel du Ministère de l’Environnement, de la Protection de la Nature et de l’Aménagement du Territoire le 28 novembre 1997. Le Land de Brandebourg gère le parc naturel.

## Emplacement et accès

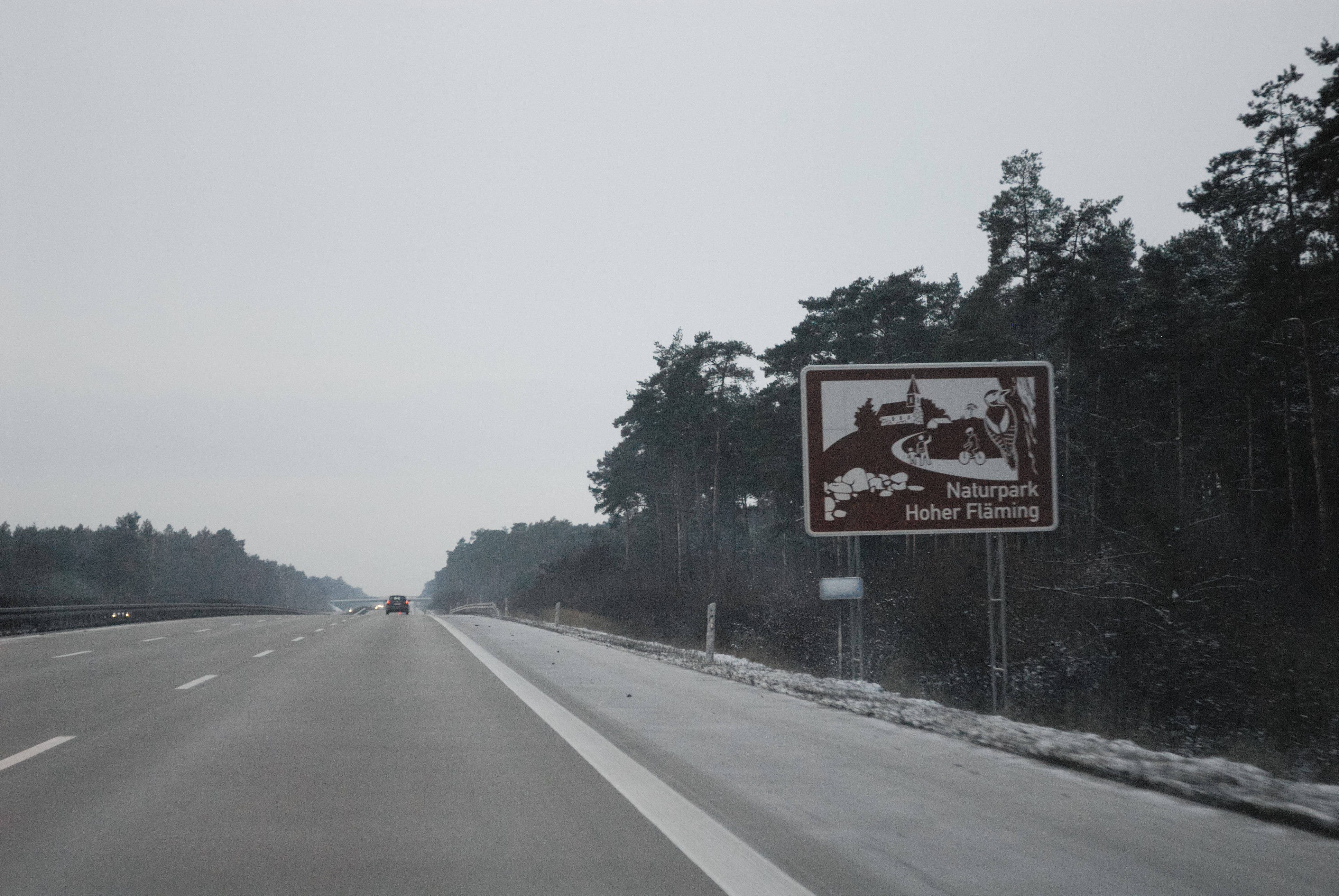
Tableau indicateur sur l’autoroute A 2

Le parc naturel se trouve dans l’arrondissement de Potsdam-Mittelmark, au sud-ouest du land de Brandebourg, à côté de la réserve naturelle de Fläming créée en 2005 à Saxe-Anhalt. Les communes importantes du parc naturel sont entre autres Bad Belzig, Wiesenburg/Mark et Görzke. Même si Brück, Niemegk et Ziesar sont situés en dehors du parc, certaines parties de leur commune telles que les villages Baitz et Gömnigk rattachés à Brück sont dans le parc naturel.
Le parc naturel est extrêmement bien desservi : il est accessible par l’autoroute A 2 (Berlin-Hannovre) au sud (sorties Ziesar (76), Wollin (77), Brandebourg-sur-la-Havel (78)) et par l’autoroute A 9 (Berlin-Leipzig) à l’ouest. Cette dernière traverse le parc (sorties Klein Marzehns et Niemegk). Le parc est également traversé par la ligne de Regionalbahn Berlin-Belzig-Dessau (Wetzlarer Bahn) et les routes nationales 102, 107 et 246. À son nord passe la route nationale 1 et à l’est la route nationale 2.

## Nature

### Paysage

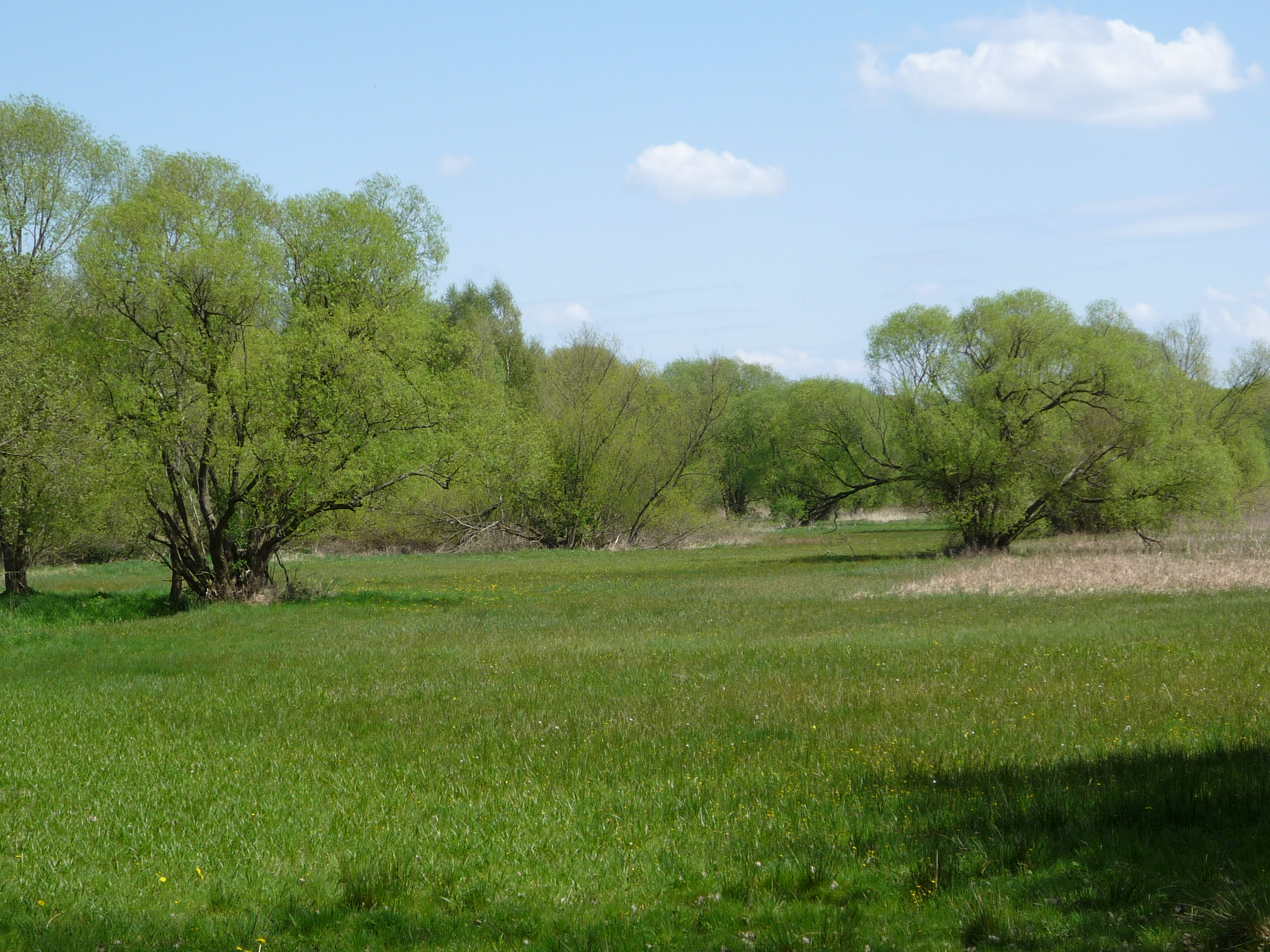
Prairies de Bad Belzig

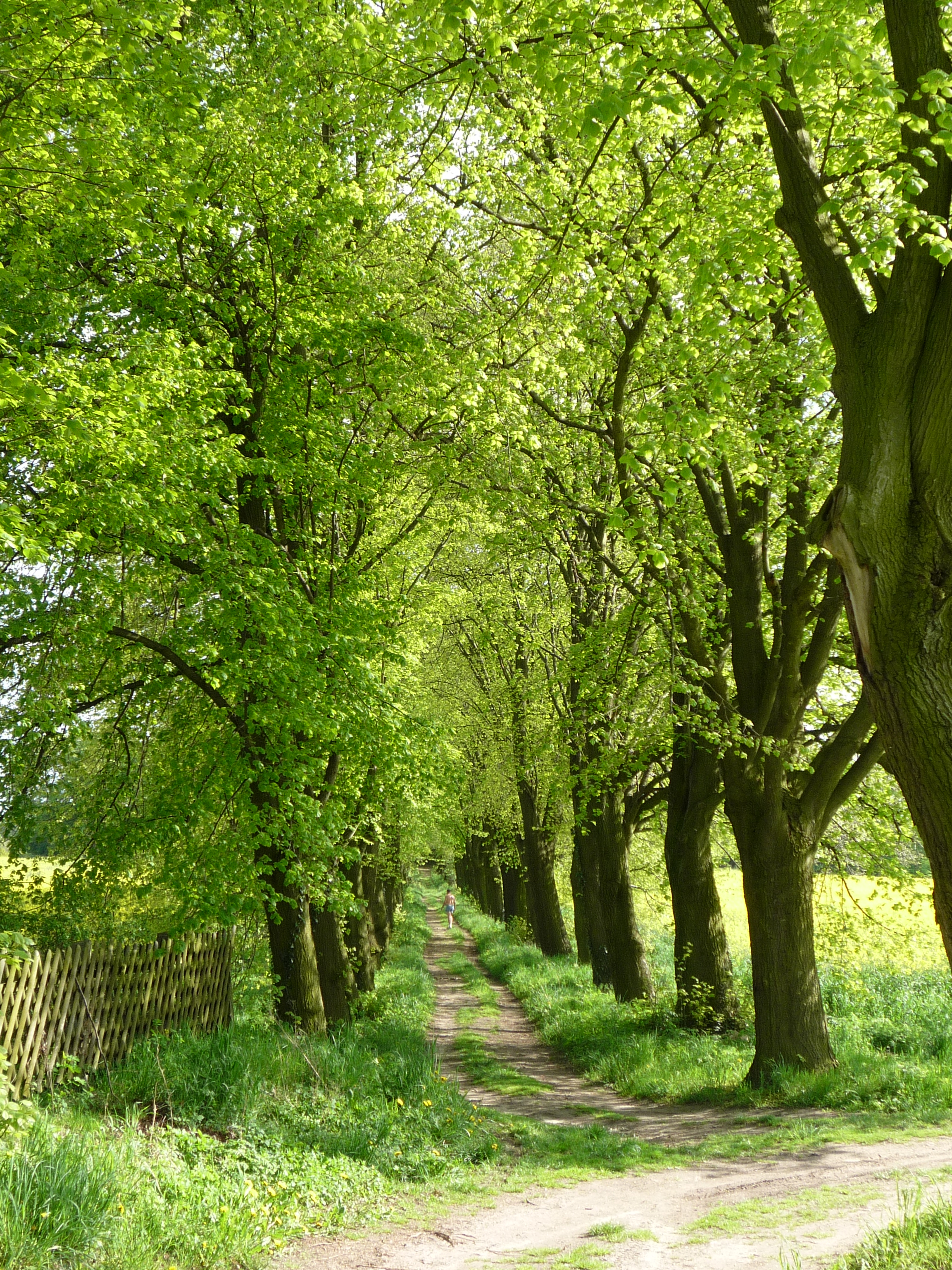
Vieille allée de Klein Glien

Le parc naturel est divisé en deux parties : au sud, le paysage vallonné et boisé du Hoher Fläming et au nord, les étendues de plaine plates de Belzig. Les hauteurs du Fläming, vieilles de plus de 140 000 ans, appartiennent aux anciennes moraines de la glaciation. Tandis que la partie située plus au nord du Brandebourg a été de nouveau recouvert de glace au cours du début du Vistulien (il y a 10 000 à 115 000 ans), le Hoher Fläming n’a pas été englacé. En revanche, les dépressions des étendues de plaine du Belzig doivent leur apparition aux fontes des glaciers datant du Vistulien. Elles font ainsi partie du paysage issu des moraines jeunes.
Le parc naturel est boisé sur environ la moitié de sa surface, l’autre moitié étant utilisée pour des activités agricoles. On y retrouve l’alternance constante de champs et de bois. Par endroits se trouve encore la forêt de hêtres d’origine. Il présente peu de lacs ou autres étendues d’eau à l’exception des quelques étangs dans le Wiesenburg. Le parc compte cependant quelques ruisseaux classés parmi les plus propres du Brandebourg qui sont de ce fait très précieux d’un point de vue environnemental.
Les vallées sèches appelées Rummel constituent une particularité géologique et botanique du Hoher Fläming.
Pour en savoir plus sur la structure géologique et morphologique, l’hydrographie et le climat, voir les explications détaillées de l’article principal Fläming.

### Faune et flore
Le Fläming abonde en gibier (daim, cerf élaphe, chien viverrin et mouflon). Parmi les espèces les plus remarquables du parc naturel, on trouve notamment la cigogne noire, la noctule commune (espèce de chauve-souris) et le pic mar, devenu la mascotte du parc. Quant aux ruisseaux, ils abritent des espèces comme la truite de rivière, le cincle plongeur, la lamproie de Planer et l’écrevisse à pattes rouges. Dans les plaines du Belzig, on y trouve des grandes outardes, devenues rares, et la dactylorhize de mai.

### Aires protégées
La quasi-totalité du parc naturel est classée comme aire protégée. Le décret sur la protection du territoire « Hoher Fläming – Plaines de Belzig » du 17 novembre 1997 est entré en vigueur le 3 décembre 1997.
Le parc naturel comprend en outre neuf aires protégées. Certains des cours d’eau du Fläming les plus riches en biodiversité sont protégés (Verlorenwasserbach, Bullenberger Bach, Planetal), ainsi que les parties boisées et les landes (Rabenstein, Spring, Werbiger Heide). Certaines parties ont été classées aires protégées au temps de la RDA. Les aires protégées du parc naturel sont les suivantes (avec date d’entrée en vigueur) :
- ruisseau Bullenberger Bach (24 mai 2003)
- Klein Marzehns (1er mai 1961)
- réserve de Flämingbuchen (30 märz 1961)
- Planetal (19 octobre 1967)
- Rabenstein (20 juin 1978)
- Spring (17 mars 1986)
- cours supérieur du ruisseau Verlorenwasserbach (26 mai 2005)
- landes de Werbig (19 novembre 1999)
- Plaines de Belzig (24 mai 2003)

## Culture

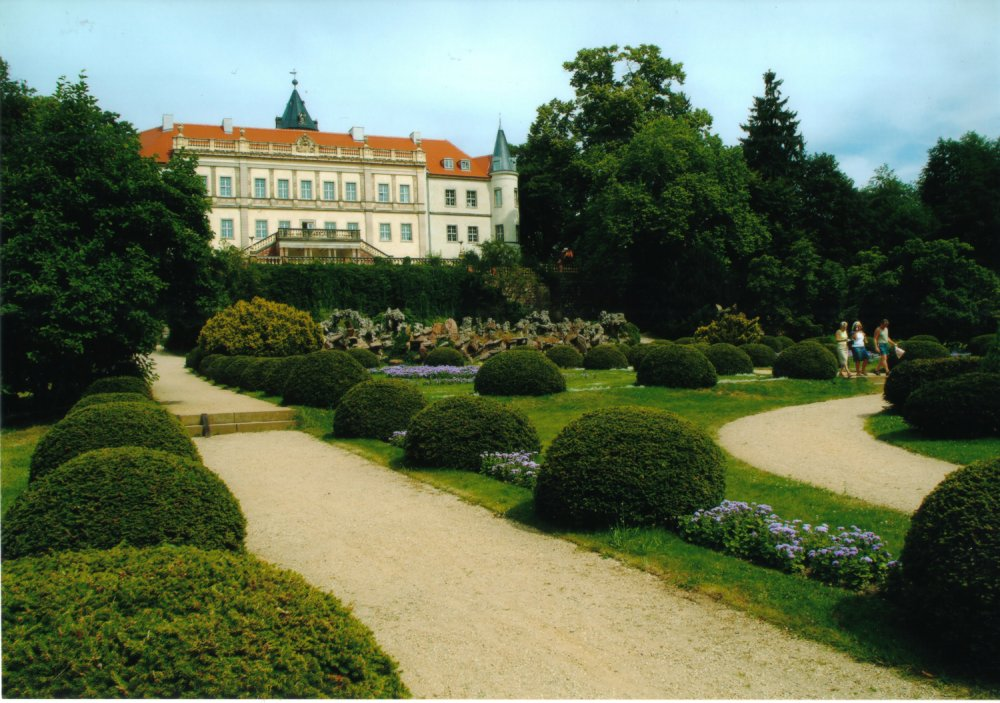
Château de Wiesenburg vu depuis le parc

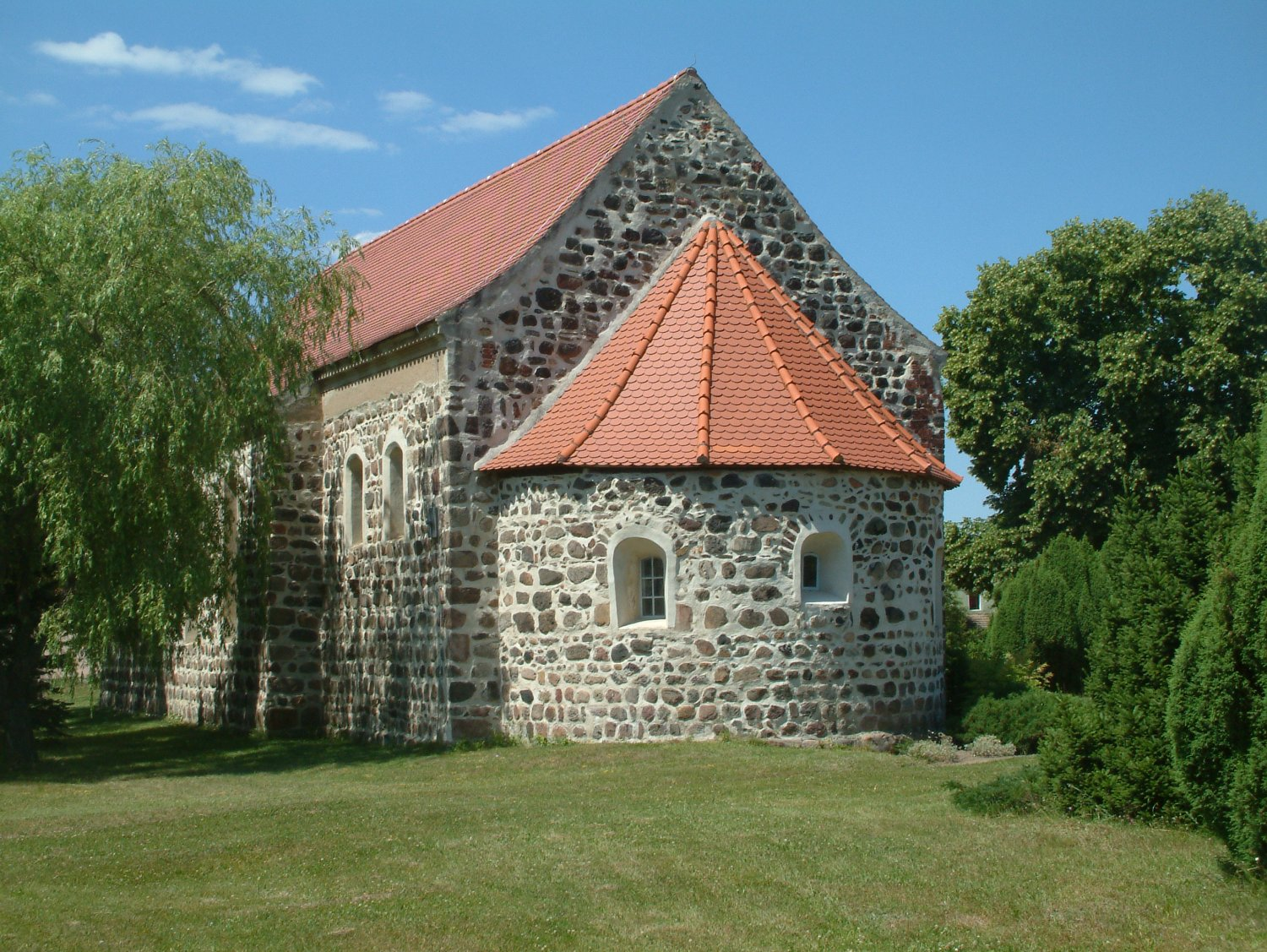
Églises taillées dans un bloc erratique à Jeserig

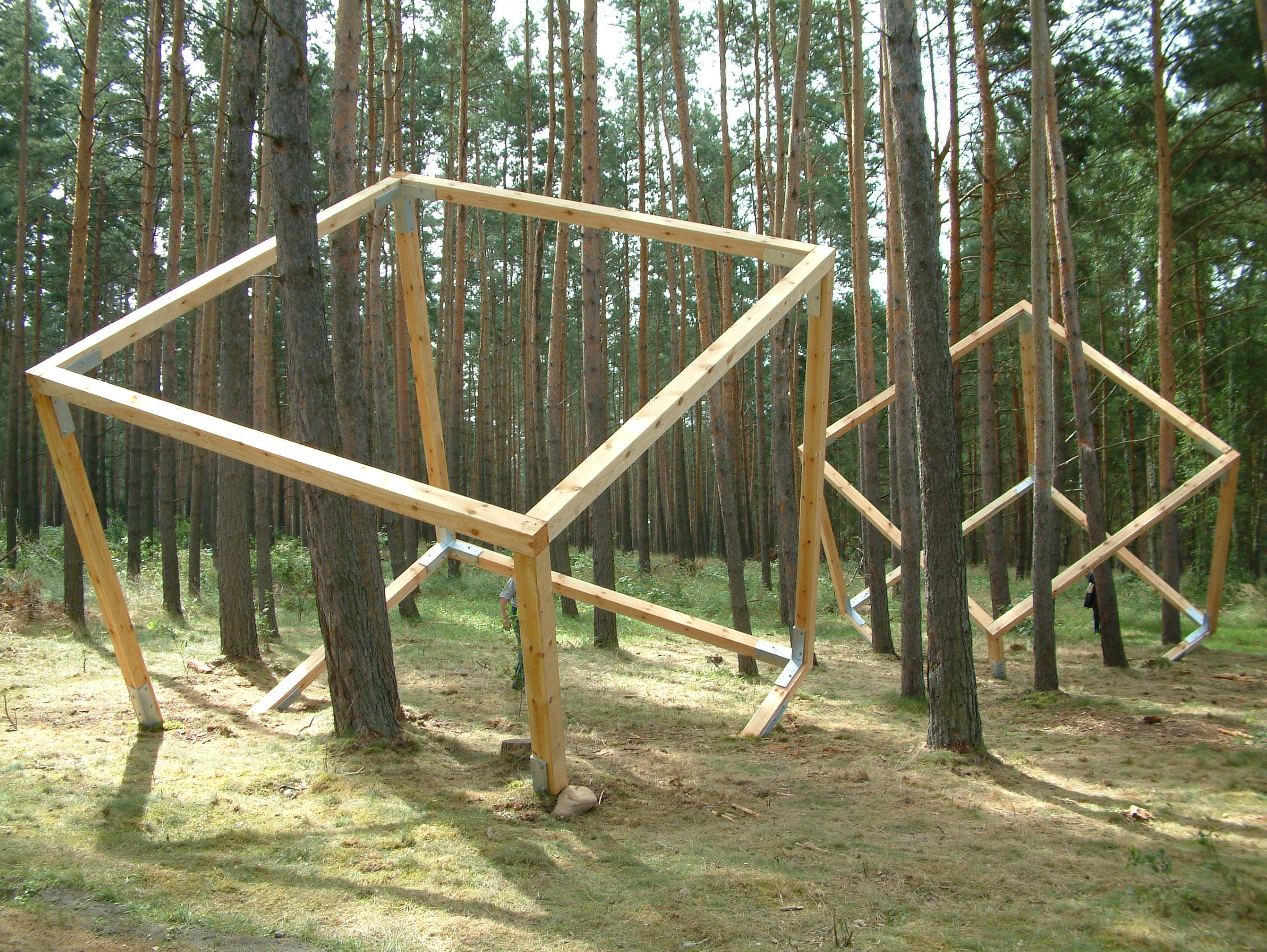
Parcours artistique : « Sous les pins » par Susken Rosenthal

### Châteaux
Le Fläming se distingue par ses quatre châteaux médiévaux : le château d’Eisenhardt à Bad Belzig, le château de Rabenstein, le château de Ziesar et le château de Wiesenburg, dont le style extérieur néo-renaissance contraste avec des fondations datant du Moyen Âge.
Le château d’Eisenhardt à Bad Belzig abrite un musée ainsi qu’un hôtel.
Le château de Wiesenburg est un domaine privé utilisé à des fins résidentielles. Son donjon peut être visité et dispose d’un bureau d’informations touristiques sur la région. Le large parc du château est en majeure partie aménagé en parc paysager. Avec ses 123 hectars, il est le plus important jardin entre celui de Potsdam et le royaume des jardins de Dessau-Wörlitz. Un jardin de sculptures y a été installé en 2004.
Le château de Ziesar abrite un musée sur l’histoire de la christianisation de la Marche de Brandebourg. 
Dans le château de Rabenstein, une auberge a été associée à une brasserie. La cour du château accueille régulièrement des manifestations, comme des spectacles médiévaux ou le marché de Noël. 

### Centre-ville historique et village vivant

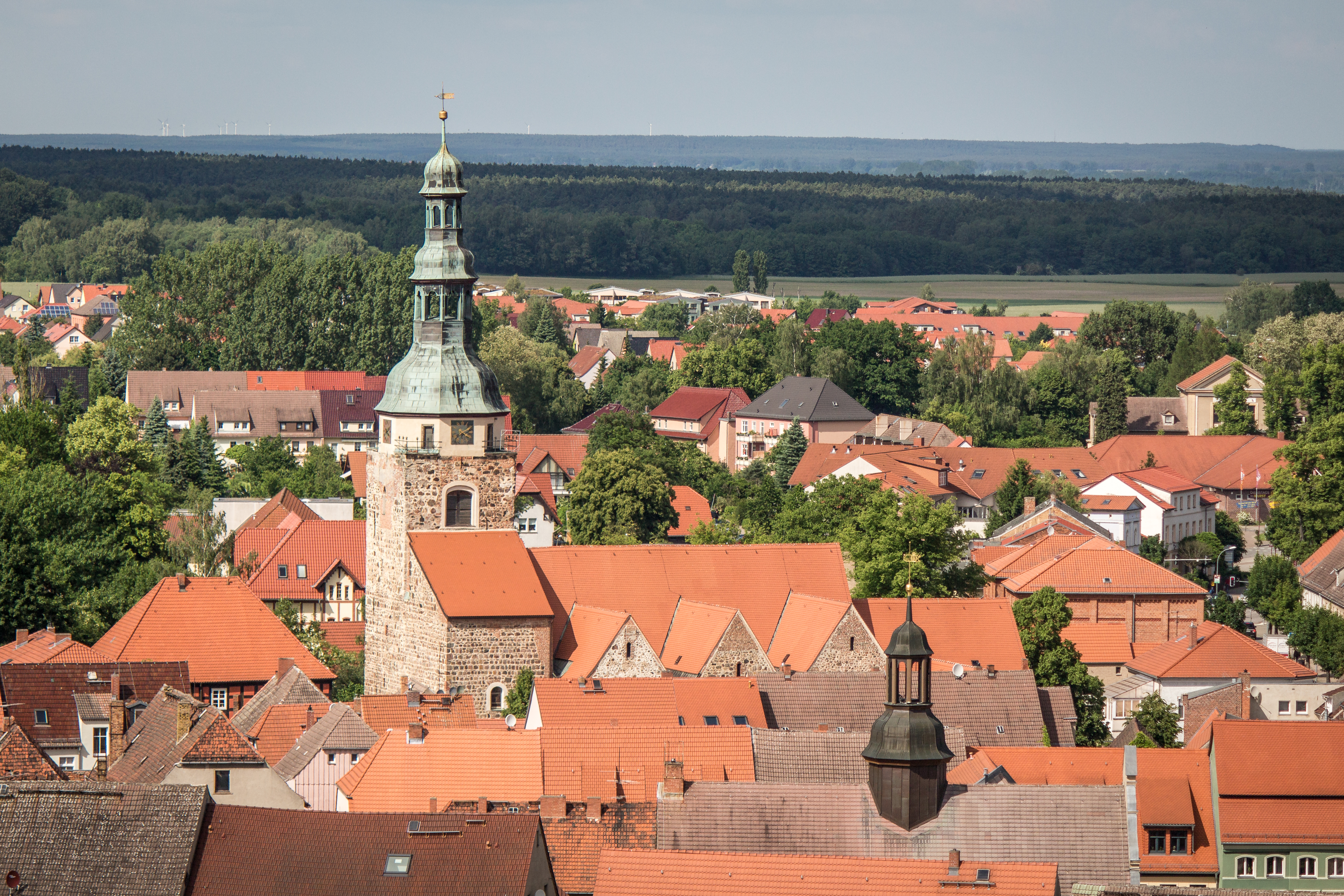
Vue de Bad Belzig dans le parc naturel du Hoher Fläming, mai 2014

Les centres historiques de Bad Belzig et de Ziesar sont remarquables. Les deux villes sont membres du groupement « Städte mit historischen Stadtkernen » (Villes à centre historique). Niemegk possède également un centre-ville historique avec une mairie de la Renaissance.
La commune de Wiesenburg/Mark s’est fait remarquer en 2011 lors du concours fédéral Unser Dorf hat Zukunft (« Notre village a de l’avenir »), comme le premier village de Brandebourg dans l’histoire du concours à recevoir une médaille d’or. En 2001, le village Dippmannsdorf  avait été récompensé par une médaille d’argent.

### Églises en pierre des champs
Les églises médiévales en pierre des champs sont typiques de la région du Fläming. Elles sont encore bien conservées dans de nombreux villages.

### kunst land hoher fläming
Sous l’appellation générale de « kunst land hoher fläming », des artistes et autres acteurs du Fläming se sont regroupés pour organiser des activités artistiques en pleine campagne. Le précurseur de l’initiative a été le parc de sculpture du château de Wiesenbourg en 2004. En 2006, la « Kunstspur » (piste de l’art) a été réalisée comme le premier projet du collectif : il s’agit d’un chemin de randonnée de 2,5 km de long bordé d’œuvres conçues par des artistes locaux. Durant l’été 2007, un chemin de randonnée artistique de 17 km de long qui relie les gares de Bad Belzig et Wiesenburg, a été ouvert accompagné de dix œuvres d’art. Les dix artistes dont le travail a été choisi, s’étaient auparavant imposés lors d’un concours artistique national. En mai 2010, une route de 16 km de long a été ouverte au sud, on peut y voir des œuvres d’artistes des Flandres et du Fläming.

### Théâtre et concert
Des représentations théâtrales ont régulièrement lieu en été dans le parc de Wiesenburg et dans la cour du château de Ziesar. À Bad Belzig, la ville de naissance du compositeur Carl Gottlieb Reißiger, ses œuvres sont de temps en temps jouées. Des concerts sont régulièrement organisés en été dans l’église de Bücknitzer. À Bad Belzig et Wiesenburg, des tours théâtraux de la ville sont organisés.

## Développement régional

### Tourisme

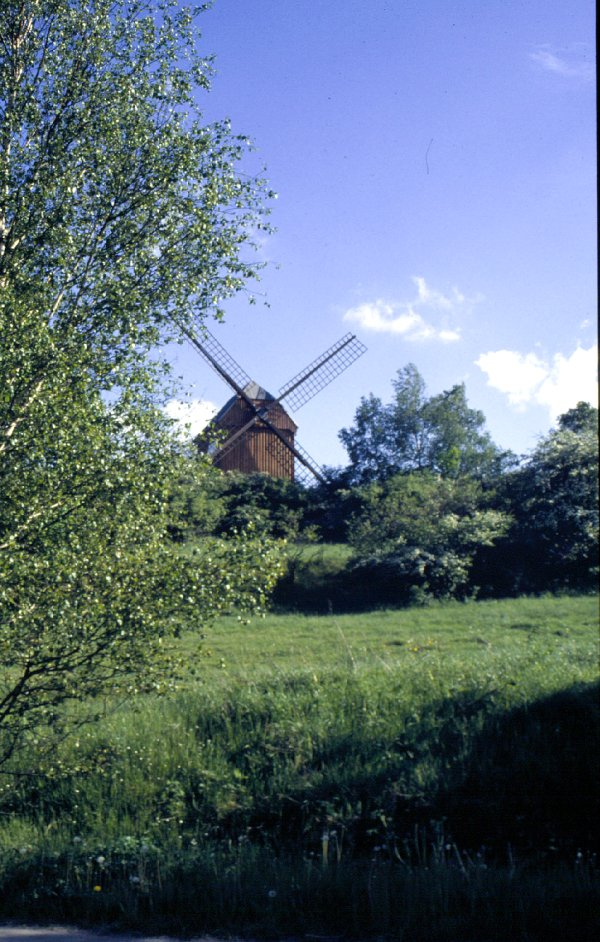
Moulin à vent de Born

L’un des principaux atouts touristiques du parc naturel du Hoher Fläming est le tourisme de santé. Bad Belzig est un lieu de cure nationalement reconnu qui depuis 2010 peut ajouter le préfixe « Bad » (Les-Bains) à son nom et dispose d’une large offre en matière de tourisme de santé avec ses thermes de pierre et sa clinique de rééducation. Un autre but affiché du parc naturel, avec sa devise « Parc naturel pour tous », est d’être une destination de voyage qui tende vers une totale accessibilité. Les personnes en situation de handicap peuvent et doivent se sentir à l’aise. Les pistes cyclables en asphalte sont adaptées aux fauteuils roulants. L’accessibilité des attractions touristiques pour les personnes en situation de handicap est mise en avant dans les publications.
L’Euroroute R1 et le sentier européen de grande randonnée E11 ainsi que l’Avenue allemande (Deutsche Alleenstraße) traversent le parc naturel. Des itinéraires équestres balisés, qui relient les centres équestres du Fläming sur 250 km, sont également à la disposition des cavaliers randonneurs.
De nombreux guides culturels et naturalistes ont été formés. Ils proposent une large sélection de visites guidées et autres événements, depuis la randonnée sur les plantes jusqu’au yoga walking.

#### Fêtes et festivals
De nombreuses fêtes existent au sein du parc naturel. Les événements réguliers les plus importants sont :
- Du Vendredi Saint au lundi de Pâques : Spectacle médiéval au château de Rabenstein
- Du Samedi Saint au dimanche de Pâques : Marché aux pots de Görzke
- Mai: Marché aux fleurs de Wiesenburg/Mark
- Mai: Fête pédestre du parc naturel
- Pentecôte : course de lits à Fredersdorf
- Juin : « Titanen der Rennbahn » (Les Titans de l’hippodrome : courses de chevaux de trait à Brück)
- Août : Festival du parc de Wiesenburg, l’été de la vieille ville avec des spectacles au château de Bad Belzig
- Septembre : L’Automne de Rabenstein et le Festival des saltimbanques
- Septembre/octobre : Les 48 heures du Fläming et le marché du Fläming dans des emplacements variables
- Décembre : Divers marchés de Noël au château de Rabenstein, dans le centre du parc naturel avec la traditionnelle procession aux flambeaux jusqu’au château de Rabenstein suivi du retour, à Bad Belzig et dans d’autres endroits.

#### Gastronomie
La cuisine du Hoher Fläming est enracinée dans le terroir et marquée par le paysage. Les forêts fournissent du gibier et en automne des champignons, surtout des bolets et des girolles, mais aussi des cèpes et d’autres champignons comestibles délicieux. Un autre élément indispensable de la cuisine du Hoher Fläming est la pomme-de-terre. Plusieurs auberges se sont regroupées et ont conçu « Le Tour culinaire de la pomme-de-terre ». Dans toutes les auberges membres, des recettes innovantes pour cuisiner la pomme-de-terre sont proposées. 
Une autre spécialité est la truite du Fläming qui est naturellement présente dans les rivières du Fläming, mais qui est aussi élevée dans différents sites d’élevage de truites. 
Le « Klemmkuchen », un dessert similaire aux gaufres, est également un plat typique de la région  que les Flamands avaient apporté avec eux au cours du XII/XIIIe siècle.
Voir aussi : Tourisme à Brandebourg

### Formes de vie et d’économie alternatives
Au sein du parc naturel, il existe un nombre important de groupes et de particuliers, qui essayent des formes de vie et d’économie alternatives. En 1991, un groupe a fondé la ZEGG Gmbh et a acheté un terrain utilisé jusqu’à la chute Mur par le ministère de la Sécurité d’État de la RDA. La ZEGG est une communauté de vie d’environ 80 personnes, qui expérimentent de nouvelles formes de cohabitation.
La même année, une association berlinoise de lutte contre la dépendance Synanon a acheté le domaine de Schmerwitz et y a fondé un grand centre de traitement à la dépendance. En 2000, Synanon a dû le vendre à la suite de difficultés financières à la fin des années 1990. Une grande partie agricole du domaine a été reprise par la famille Schoonhoven qui a créé une exploitation agricole biologique. L’organisation de lutte contre la dépendance Scarabäus Hoher Fläming e.V. en a également racheté une partie et y gère un centre de traitement à la dépendance.
Dans cet environnement, plusieurs associations se sont formées pour mettre en pratique des modes de vie et des systèmes économiques alternatifs.

## Centre d’accueil du parc naturel du Hoher Fläming au pied du château fort de Rabenstein

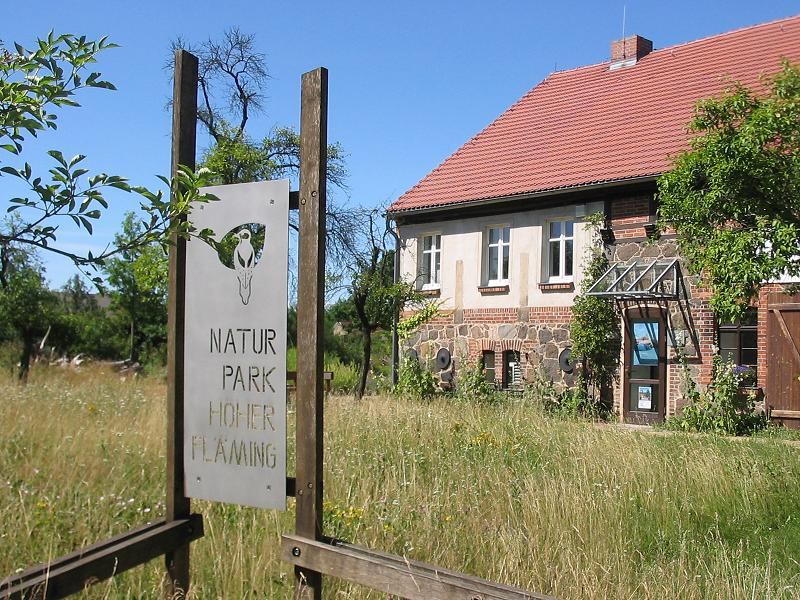
Centre d’accueil et d'information du parc « l’ancienne distillerie »

Le centre d’accueil est installé dans « l’ancienne distillerie » au sein du lieu-dit de Raben dans la commune de Rabenstein/Fläming. La distillerie se trouve au pied du fort de Rabenstein auquel elle est liée historiquement. Construite au début du XVIIIe siècle d’abord bâtiment d’exploitation, elle devient une station de pompage grâce à un manège à chevaux pour approvisionner en eau le château entre 1863 et la Seconde Guerre mondiale. Au XVIIIe siècle, on y distillait encore du Schnaps, d’où le nom d’ « ancienne distillerie ». Des restes du manège à chevaux ont été préservés comme la roue d’engrenage et la bouilloire. Après 1945, le bâtiment historique a subi une période de lente décrépitude. La circonscription Potsdam-Mittelmark, propriétaire du monument, l’a finalement restaurée en 1996. Le centre d’accueil et d’information a ouvert en mai 1997. L’exploitant est l’association du parc naturel Fläming e. V.
Une présentation du parc naturel à l’étage supérieur du centre informe les visiteurs de tous les aspects du parc. De plus, des cartes et des dépliants avec des itinéraires recommandés ainsi que de la documentation sont à la disposition des touristes. Dans la cave voûtée du bâtiment, on peut acheter des produits régionaux : poteries de Görzke, miel, bougies à la cire d’abeille, confitures, gelées et beerawecka. On peut également louer des vélos. Le parc propose aussi des ateliers de sensibilisation à la protection de l’environnement. Le centre d’accueil est ouvert tous les jours de 9h00 à 17h00.
Le centre d’accueil et d’information est aussi le siège de l’administration et de l’association du parc naturel Fläming e. V.

## Institutions du parc naturel

### Administration du parc naturel
Le Land de Brandebourg est le gestionnaire du parc. Il a donc fondé l’administration du parc naturel et soutient financièrement le centre d’accueil (subvention institutionnelle). L’administration a son siège dans ledit centre à Raben et fait partie de l’office de l’environnement du Land de Brandebourg. Les missions de l’administration sont :
- La protection de l’environnement et l’aménagement de l’espace naturel : gérer le territoire selon la directive habitats faune flore, élaborer et réaliser les plans d’entretien et de développement du parc, préparer la signalisation des espaces protégés, prendre position sur des projets de construction, élaborer la planification aussi bien d’un point de vue général que sur des aspects particuliers du parc, entretenir les biotopes.
- Les relations publiques : être en contact avec la presse, organiser des projets événementiels, être présent sur Internet, éditer des publications.
- La sensibilisation à la protection de l’environnement : assimiler les concepts, coordonner les acteurs de la sensibilisation à l’environnement, créer des installations d’éducation à l’environnement comme des sentiers de découverte de la nature ou des panneaux didactiques.
- Le tourisme vert : élaborer et réaliser des projets pour guider les visiteurs, penser et proposer un éventail d’activités pour le tourisme vert, conseiller les acteurs de l’industrie du tourisme
- La promotion de la gestion durable des ressources naturelles dans les secteurs de l’agriculture, la sylviculture, la pêche, la gestion des eaux, la chasse : conseiller et coordonner les acteurs, signer des contrats de protection de l’environnement, développer et mieux commercialiser les produits régionaux.
- Coordination des gardes forestiers qui sont des prestataires de service pour l’administration.

Depuis février 2014, Steffen Bohl est directeur du parc naturel.

### Association du parc naturel Fläming e. V.
La création et la gestion du parc naturel sont étroitement associées avec l’association du parc naturel e. V. Elle a été fondée en 1993. C’est une association à but non lucratif qui a son siège à Rabenstein/Fläming et se compose d’environ 50 membres. La plupart des communes au sein du parc naturel du Hoher Fläming sont membres de l’association. L’objectif initial de l’organisation était de soutenir la reconnaissance de la région Hoher Fläming en tant que parc naturel. Il a été atteint avec l’officialisation de la création du parc naturel en 1997. Depuis, l’association a pour but de promouvoir la protection de l’environnement et du patrimoine au sein du parc et de soutenir un développement durable de la région.
Les employés, également membres de l’association du parc naturel, informent les visiteurs dans « l’ancienne distillerie ». De plus, elle organise des événements comme la randonnée annuelle au cours de laquelle on plante « l’arbre de l’année », ou « un marché de noël unique » le premier weekend de l’avent. L’association réalise aussi des projets pour le développement durable du parc naturel comme la formation des guides ou le projet « parc naturel pour tous » qui permet d’organiser et de proposer des visites accessibles aux personnes handicapées. Le président de l’association est Bernd Schade, Stefan Ratering est le gérant.

### Les gardes forestiers
Comme dans toutes grandes réserves naturelles de Brandebourg, l’office des gardes forestiers du Land est représenté par plusieurs organisations de gardes forestiers dans le parc naturel du Hoher Fläming. La fondation NaturSchutzFonds Brandenburg est le gestionnaire des organisations de gardes forestiers tandis que le Land les finance. Leurs bases se trouvent à Grubo et dans l’observatoire à oiseau de Baitz. Les gardes forestiers sont des prestataires de service pour l’administration du parc naturel. Les missions des gardes forestiers sont :
- La relation public/l’éducation à l’environnement : animer les visites guidées, les événements, les projets, organiser les visites guidées de groupes scolaires, élaborer du matériel didactique.
- L’orientation des visiteurs : informer les touristes, élaborer et entretenir les installations d’éducation à l’environnement, baliser les sentiers, mettre en place des panneaux et des tableaux didactiques, signaler les zones protégées.
- Le contrôle du territoire : informer sur le règlement intérieur, prévenir et intervenir en cas d’infraction, les enregistrer, contrôler les ressources naturelles.
- La protection des espèces et du biotope et leur surveillance : entretenir l’espace naturel, prendre des mesures d’ajustement du biotope, conseiller et accompagner les prestataires extérieurs lors de mission d’entretien, protéger les espèces du parc, accompagner les équipes de scientifiques lors de leurs recherches et de leurs observations.
- Le respect du contrat de protection de l’environnement : conseiller et contrôler.

### Groupe d’action local Fläming-Havel e.V.
Fondé en 2001, le Groupe d‘action local (GAL) Fläming-Havel avait pour mission de préparer la demande de reconnaissance de la région du parc naturel comme région LEADER+. Reconnue en 2002, le bureau régional sous la direction du manager régional soutient le développement de l‘économie rurale dans le territoire. Lors de la programmation suivante de 2007 à 2013, Fläming-Havel a été une nouvelle fois reconnue comme région LEADER. Mis à part ce programme de soutien européen LEADER, la GAL Fläming-Havel attribue aussi des subventions pour le développement de l’économie rurale intégré, selon une stratégie de développement local adaptée au territoire. Le groupe soutient aussi le développement régional par ses projets comme l’événement annuel « 48-heures-Fläming » et le marché de Fläming.

## Données du parc naturel
- Superficie totale : 827 km2 (100 %)
- Superficie de la réserve naturelle : 48,8 km2 (5,9 %)
- Superficie des paysages protégés : 754 km2 (91,2 %)
- Population : environ 27 000 habitants
- Densité de population : environ 30 hab/km2 (Comparaison avec Berlin : environ 3 800 hab/km2)

- Superficie exploitée de manière agricole : 403 km2 (49 %)
- Forêt : 404 km2 (49 %)
- Etendues d’eau : 0,3 km2 (0,1 %)